# Valkeakoskibanan
| Non-passenger head station |

| Small non-passenger station on track |

| Unknown BSicon "ABZg+r" |

| Station on track |

| Unknown BSicon "ABZgr" |

| Non-passenger head station |

| Small non-passenger station on track |

| Unknown BSicon "ABZg+r" |

| Station on track |

| Unknown BSicon "ABZgr" |

Valkeakoskibanan är en bansträckning i Finland som går från Toijala till Valkeakoski. Banan stod klar 1938. Enbart godstrafik färdas på dessa spår.